# Grizzlies de Memphis
Maillots
Actualités
Les Grizzlies de Memphis (en anglais : Memphis Grizzlies, « les grizzlis de Memphis ») sont une franchise de basket-ball de la National Basketball Association (NBA), basée dans la ville de Memphis, dans l'État du Tennessee. Les Grizzlies concourent en tant que membre de la conférence Ouest au sein de la division Sud-Ouest de la ligue. Les Grizzlies jouent à domicile au FedExForum. L’équipe appartient à Robert Pera.
Les Grizzlies sont actuellement la seule équipe dans les principales ligues sportives professionnelles nord-américaines basées dans la ville de Memphis, et est la seule équipe de basket-ball professionnelle dans l’État du Tennessee.
L’équipe a été créée à l’origine sous le nom de Grizzlies de Vancouver, au Canada dans la ville de Vancouver, comme une équipe d’expansion qui s’est jointe à la NBA pour la saison 1995-1996. Après la saison 2000-2001, les Grizzlies ont déménagé à Memphis.

## Historique de la franchise

### Grizzlies de Vancouver

Logo des Grizzlies de Vancouver.

La franchise est fondée en 1995 à Vancouver, en Colombie-Britannique au Canada, en même temps que les Raptors de Toronto. Ces deux nouvelles équipes deviennent le symbole de l’expansion de la NBA à travers les frontières américaines, en étant les premières équipes canadiennes de la ligue depuis les Huskies de Toronto en 1946-47. Avec Greg Anthony (meilleur marqueur de l’équipe lors de la première saison), Byron Scott, Blue Edwards, et leur choix au premier tour de draft, Bryant Reeves, la première saison s’avère celle qu’on attend normalement d'un nouveau club. Les Grizzlies finissent la saison avec le pire bilan de la ligue.
En 1996, les Grizzlies obtiennent leur plus haut choix de draft, le 3e, et optent pour Shareef Abdur-Rahim. Bien que ce dernier se montre le meilleur joueur de la franchise, l’équipe a toujours les plus mauvais résultats de la NBA. En 1997, les Grizzlies sélectionnent la recrue Antonio Daniels et montrent des signes d’amélioration en finissant sixième de leur division. Cependant en 1998 ils retournent à la dernière place en dépit des bonnes performances de Mike Bibby. La saison, raccourcie à 50 matches par la grève des joueurs, ne permet aux Grizzlies que d'en gagner 8.

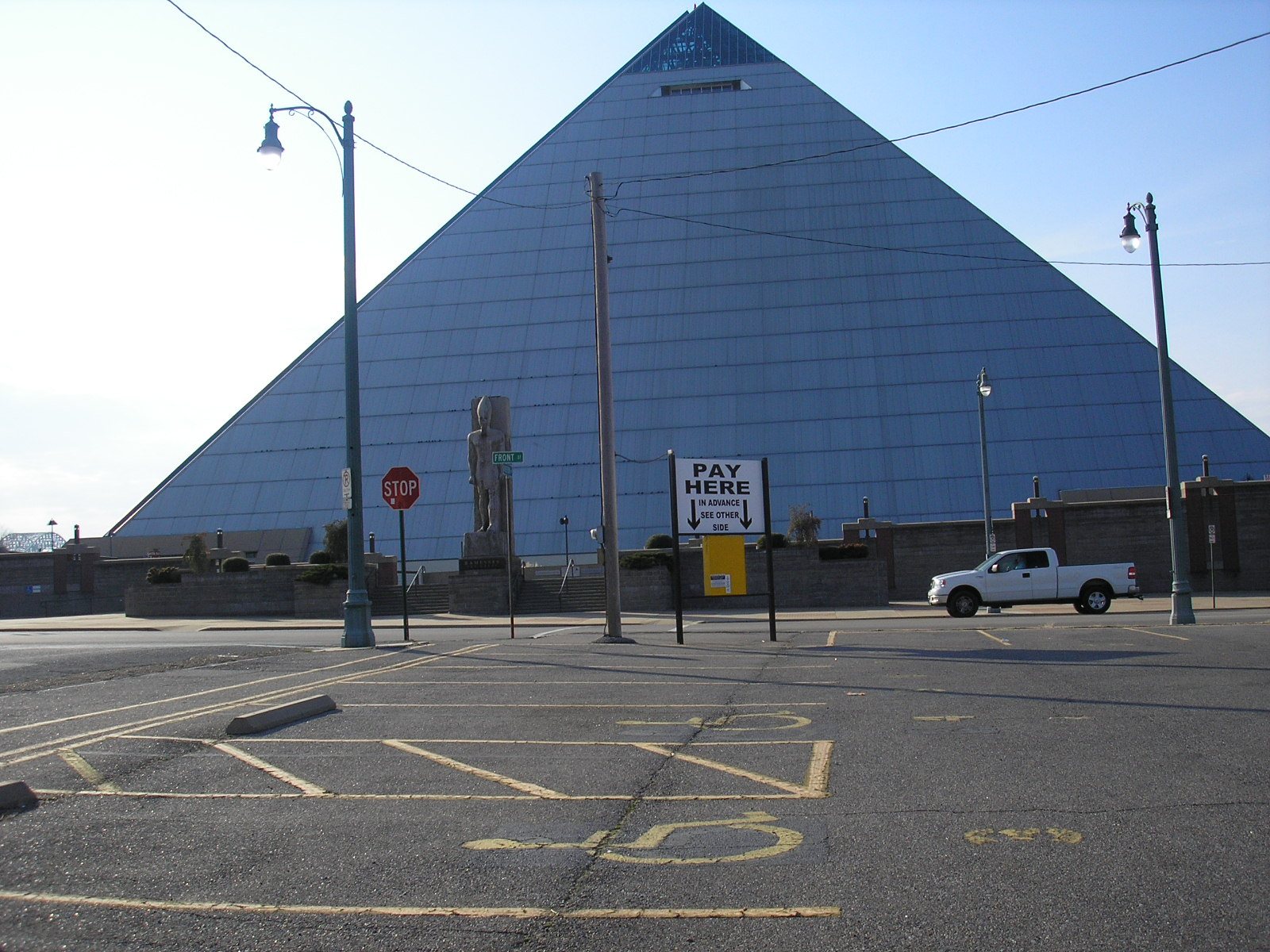
Quelques matchs ont lieu dans le Pyramid Arena.

Après la grève des joueurs de 1998, l’audience des matchs à domicile commence à chuter sérieusement, et la franchise perd de l’argent. Le fait que les Grizzlies ne soient pas compétitifs ne fait qu’aggraver le problème. En 2001, Michael Heisley, le propriétaire, pense que la franchise doit déménager pour survivre. Il choisit Memphis comme nouvelle ville et l'équipe s'installe dans le Pyramid Arena. La franchise déménage pour la saison 2001-02, mettant fin à une expérience longue de six ans à Vancouver, et laissant Toronto seule équipe de la NBA hors des frontières américaines.

### Grizzlies de Memphis

#### 2001-2008: L'ère Pau Gasol

Logo des Grizzlies de Memphis.

Lors de la draft 2001, les Hawks d'Atlanta ont choisi Pau Gasol comme 3e choix, l'échangeant aux Grizzlies. L'ailier Shane Battier a été sélectionné par les Grizzlies en 6e choix de la même draft. Ils ont également acquis Jason Williams des Kings de Sacramento en échange de Mike Bibby la même année. Après la première saison des Grizzlies à Memphis, Gasol remporte le titre de rookie de l’année. Jerry West, l'ancienne légende des Lakers de Los Angeles, est nommé manager général de l’équipe en 2002, qui reçut par la suite le prix de l’exécutif de l’année 2003-2004 de la NBA. Après l’arrivée de West, l’équipe a beaucoup changé avec le retrait de Sidney Lowe comme entraîneur après le début de la saison à 0-8 et beaucoup de mouvements des joueurs, comme Mike Miller et James Posey devenant essentiels au succès de l’équipe. Pendant la saison 2002-2003, Hubie Brown a été embauché pour entraîner les Grizzlies.
Brown a remporté le prix de l’entraîneur de l’année au cours de la saison suivante, lorsque les Grizzlies ont fait les playoffs NBA pour la première fois dans l’histoire de l’équipe en 2004, comme la 6e tête de série de la conférence Ouest, avec un jeu énergique et collectif appuyé d'un des bancs les plus profonds de la NBA : peu d'équipes utilisent autant ses remplaçants que les Grizzlies. Ils ont également remporté un total de 50 matchs sous Gasol et Williams. Dans les séries éliminatoires, ils ont affronté les Spurs de San Antonio, qui les ont balayés des playoffs en quatre matchs.

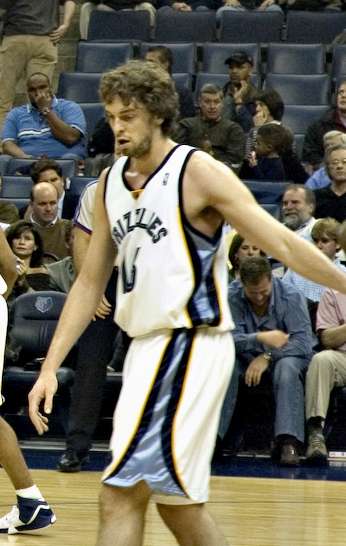
Pau Gasol sous le maillot des Grizzlies.

Hubie Brown a démissionné de son poste d’entraîneur durant la saison 2004-2005. À ce moment, les Grizzlies avaient un bilan négatif, mais West embaucha l’analyste de TNT et ancien entraîneur, Mike Fratello pour remplacer Brown. Le bilan des Grizzlies s’est amélioré et l’équipe a avancé en playoffs pour la deuxième saison consécutive, en les préservant de la remontée tonitruante en fin de saison des Timberwolves du Minnesota. Cependant, les Grizzlies ont encore été balayés au premier tour, cette fois par les Suns de Phoenix. Après la saison qui s’est terminée, avec des altercations entre Fratello et de nombreux joueurs, à savoir Bonzi Wells et Jason Williams, l’équipe a eu une intersaison 2005 active dans laquelle ils ont remanié l’équipe et ajouté des vétérans. Alors que les Grizzlies perdaient Wells, Williams, Stromile Swift et James Posey, ils acquirent Damon Stoudamire, Bobby Jackson, Hakim Warrick et Eddie Jones.
Sur la saison 2005-2006, la franchise présente un bilan plus que respectable de 49 victoires pour 33 défaites dans l'une des divisions les plus relevées de la NBA. Memphis prend la 5e place à l'Ouest et son joueur Mike Miller reçoit le titre de meilleur sixième homme de l'année, pourtant Memphis tombe sur les Mavericks de Dallas lors du premier tour des playoffs et pour la troisième fois en trois ans se fait balayer en quatre matchs.
Après la draft 2006 de la NBA, Jerry West a échangé Shane Battier contre le premier choix de draft des Rockets de Houston, Rudy Gay, et Stromile Swift. Avant la saison 2006-2007, Pau Gasol s’est cassé le pied gauche en jouant pour l’Espagne aux Championnats du monde. Les Grizzlies ont commencé la saison à 5-17 sans Gasol, puis ont continué à 1-7 alors qu’il était limité à environ 25 minutes par match. ce moment, Fratello a été congédié et remplacé par Tony Barone comme entraîneur intérimaire. Les Grizzlies ont terminé la saison avec un bilan de 22-60, le pire de la ligue, et Jerry West a annoncé sa démission de son poste de manager général après la fin de la saison régulière. L’équipe a également embauché Marc Iavaroni, auparavant entraîneur adjoint des Suns de Phoenix, pour être le nouvel entraîneur de l’équipe. Malgré la dernière place, les Grizzlies, qui avaient les meilleures chances de décrocher le premier choix de draft, se sont retrouvés avec le 4e choix de la draft 2007 de la NBA, avec lequel ils ont choisi Mike Conley, Jr.
Le 18 juin 2007, les Grizzlies ont nommé l’ancien manager général des Celtics de Boston, Chris Wallace en remplacement de Jerry West à la retraite. Le 1er février 2008, Pau Gasol a été échangé aux Lakers de Los Angeles contre Kwame Brown, Javaris Crittenton, Aaron Mckie et les droits de Marc Gasol (le frère cadet de Pau).

#### 2008-2019: L'ère duGrit and Grind
Le 22 janvier 2009, l’entraîneur Marc Iavaroni a été congédié et remplacé par Lionel Hollins, le 25 janvier. Le 25 juin 2009, avec le 2e choix de la draft 2009, Memphis a choisi Hasheem Thabeet, puis DeMarre Carroll avec le 27e choix. Le 9 septembre 2009, les Grizzlies ont signé un contrat de 3,5 millions de dollars avec l’agent libre, Allen Iverson. Il a seulement joué trois matchs (aucun à Memphis) avant de partir pour des "problèmes personnels". Il a ensuite été libéré par les Grizzlies. Après le départ d’Iverson, les Grizzlies se sont améliorés. Avec la nouvelle acquisition de Zach Randolph, l’amélioration de Marc Gasol et une stratégie de jeu tournée vers la défense, les Grizzlies ont été en lice pour se qualifier pour les playoffs pendant une bonne partie de la saison 2009-2010, avant de terminer 10e avec un bilan de 40 victoires et 42 défaites.
L'intersaison 2010 n'est pas très mouvementée et l'équipe reçoit l'aide de Tony Allen et du rookie Xavier Henry. Cependant, l'entente entre O. J. Mayo et le reste de l'équipe est mauvaise. Celle-ci se traduit ainsi par une violente altercation lors d'un voyage en avion entre Tony Allen et O. J. Mayo. Quelques semaines plus tard, ce même joueur se révèle positif à la Déhydroépiandrostérone (DHEA) lors d'un test de dopage organisé par la ligue ce qui lui occasionne une suspension de dix matchs. Au mois de février, des rumeurs font l'état d'un éventuel départ de Mayo mais finalement ce transfert ne se réalise pas et Mayo reste donc un Grizzlies pour la fin de saison. Côté parquet, après un début de saison difficile, l'équipe trouve son rythme de croisière malgré la blessure de Rudy Gay. Zach Randolph multiplie alors les double-double permettant à son équipe d'être toujours en course pour les playoffs à la mi-saison.
Au terme de la saison régulière, l'équipe se classe 8e de la conférence Ouest. Son bilan est de 46 victoires et 36 défaites. Avec cette place, les Grizzlies affrontent au premier tour des playoffs le numéro 1 de la conférence, les Spurs de San Antonio. Les Grizzlies réussissent pour la première fois de leur histoire à franchir un tour de playoffs en battant les Spurs 4 matchs à 2. Ils sont ensuite éliminés en demi-finales de conférence par le Thunder d'Oklahoma City, 4 matches à 3. L'équipe prolonge son entente avec Marc Gasol et Hamed Haddadi après la saison 2010-2011.
La saison 2011-2012 voit les Grizzlies se qualifier en playoffs pour la deuxième fois en six ans après une victoire de 103-91 à domicile face aux Hornets de La Nouvelle-Orléans, le 18 avril 2012. Ils terminent la saison avec un bilan de 41-25 et se classent 4e de la Conférence Ouest. Cependant, ils sont éliminés au premier tour par les Clippers de Los Angeles en sept matchs.
Pendant l'intersaison 2012, les Grizzlies ont sélectionné Tony Wroten avec le 25e choix. Leur plus grande signature en vue d’améliorer leur banc a été d’amener Jerryd Bayless. Ils ont aussi acquis Wayne Ellington des Timberwolves du Minnesota en échange de Dante Cunningham.
Le 11 juin, Michael Heisley aurait eu un accord de principe pour vendre les Grizzlies au magnat des technologies des communications, Robert J. Pera. Le prix d’achat était de l’ordre de 350 millions de dollars. Le 23 août, Pera a conclu une entente avec un groupe de partenaires locaux. Le 25 octobre 2012, Robert Pera a été officiellement approuvé comme propriétaire des Grizzlies de Memphis.
Le 30 janvier, les Grizzlies ont échangé Rudy Gay et Hamed Haddadi aux Raptors de Toronto dans le cadre d'un échange à trois équipes impliquant également les Pistons de Détroit. Les Grizzlies ont acquis Tayshaun Prince, Austin Daye et Ed Davis.
À la fin de la saison, Memphis a terminé avec son meilleur bilan de l'histoire de la franchise, de 56-26, tout en étant 2e de la division et 5e de la conférence en vue des playoffs. De plus, Marc Gasol a été nommé meilleur défenseur de l'année. Lors du premier tour, Memphis a battu les Clippers de Los Angeles en six matchs, vengeant ainsi leur défaite de l’année précédente. Memphis a ensuite participé à une finale de conférence pour la première fois de son histoire lorsqu’elle a battu le Thunder d'Oklahoma City, 4-1 en demi-finale. Cependant, la saison des Grizzlies s’est terminée en cette finale en étant balayés par les Spurs de San Antonio.
Les Grizzlies ont eu de la difficulté à commencer la saison 2013-2014, à 14-18 avec Marc Gasol indisponible, et présentaient un bilan de 29-23 lors de la pause du All-Star Week-End. Ils ont enchaîné après avec 21 victoire en 30 matchs, terminant à la 7e place dans la Conférence Ouest avec un bilan de 50-32, accompagné d'une série de 14 victoires au FedExForum. Ils ont affronté le Thunder d'Oklahoma City dans les playoffs mais ont été éliminés 4-3, malgré une belle performance de Gasol dans le match 7, sans Randolph, après qu’il a été suspendu pour avoir frappé le pivot adverse, Steven Adams, dans le match 6.
Au cours de la saison 2014-2015, les Grizzlies ont participé aux playoffs terminant à la 5e place de la conférence Ouest. Au premier tour, les Grizzlies ont défait les Trail Blazers de Portland en cinq matchs. Dans le deuxième tour, ils se sont retrouvés face à la tête de série, les Warriors de Golden State et le MVP sortant, Stephen Curry. Les Warriors ont remporté le match 1, et Mike Conley est revenu dans le match 2 pour mener les Grizzlies à une victoire 108-95. Memphis a pris une avance de 2-1 dans la série avant que Golden State ne gagne la série en six matchs.
Le 6 juillet 2017, la direction de l’équipe a annoncé que le numéro 50 de Zach Randolph serait retiré à l’avenir, après qu’il est devenu agent libre et a signé avec les Kings de Sacramento. Tony Allen est également parti et a signé avec les Pelicans de La Nouvelle-Orléans, symbole de la fin du processus du "Grit and Grind".
Les Grizzlies amorcent la saison 2017-2018 de manière convaincante (sept victoires en onze matchs), or, immédiatement après, l'équipe enchaîne huit défaites de suite. Des tensions naissent entre Marc Gasol et le coach David Fizdale. Ce dernier est d'ailleurs remercié le 28 novembre, et J. B. Bickerstaff prend le relais. La suite de la saison est chaotique avec une blessure de Mike Conley, Jr. qui met un terme définitif à une possible qualification aux playoffs. Ils finissent la saison avec un bilan de 22 victoires et 60 défaites soit le second plus mauvais résultat de la ligue.

#### La fin duGrit and Grind

Logo actuel des Grizzlies de Memphis

Lors de la draft 2018, les Grizzlies obtiennent le 4e choix avec lequel ils sélectionnent Jaren Jackson Jr. et dans la foulée Jevon Carter. Cependant, la saison 2018-2019 s'avère plus compliquée que prévu, et ce malgré les bonnes performances de Jaren Jackson Jr. Le mois de janvier est aussi marqué par la blessure de Dillon Brooks sur lequel l'équipe misait beaucoup pour l'avenir. En février, un échange est organisé avec les Raptors de Toronto, ces derniers récupèrent Marc Gasol en échange de Jonas Valančiūnas, C. J. Miles et Delon Wright ainsi qu'un choix de second tour au draft. La seconde partie de la saison est marquée par quelques coups d'éclat individuels, comme ceux de Joakim Noah face à LeBron James. Leur rookie "JJJ" se blesse et est laissé sur le banc pour le reste de la saison, le club ne voulant prendre aucun risque pour la suite.
Malgré son transfert, les liens entre l'équipe et Marc Gasol restent excellents, ce dernier remerciant ses anciens coéquipiers pour leur soutien.
L'équipe, quant à elle, finit l'année avec un bilan de 33 victoires et 49 défaites. Elle profite des nouvelles règles de la loterie et obtient le deuxième choix de la draft 2019 avec lequel elle sélectionne Ja Morant. Un peu avant, le 11 juin, la franchise trouve un nouvel entraineur en Taylor Jenkins, ancien entraîneur adjoint de Mike Budenholzer.
En raison de la sélection de Ja Morant, meneur à fort potentiel, Mike Conley, Jr. quitte aussi la franchise pour rejoindre le Jazz de l'Utah dans un transfert contre Grayson Allen, Kyle Korver et Jae Crowder. Il était alors le dernier représentant du Grit and Grind. L'équipe annonce que Conley et Gasol auront leurs numéros retirés. Le 1er juillet, Jonas Valančiūnas, auteur d'une belle seconde partie de saison, signe pour trois ans supplémentaires dans l'équipe. À l'occasion de la Summer League 2019, l'une des recrues de l'équipe, Brandon Clarke, est élu meilleur joueur de la compétition.

#### Depuis 2019: L'ère Morant
La saison 2019-2020 s'annonce comme celle du renouveau pour l'équipe, puisque aucun des cadres du Grit and Grind n'est présent dans l'équipe. Elle est maintenant centrée sur un groupe de jeunes, tels que Ja Morant, Jaren Jackson Jr., Dillon Brooks et le nouvel entraineur Taylor Jenkins.
La saison 2021-2022 de Ja Morant est impressionnante et fait de lui le premier Grizzly sélectionné au All-Star Game depuis Marc Gasol en 2016-2017. Le 28 février 2022, il établit le nouveau record de points sur un match de la franchise avec 52 points contre les San Antonio Spurs. Grâce à leur victoire contre ces mêmes Spurs le 30 mars 2022, l'équipe s'assure du titre de champion de division, une première pour la franchise. Il termine finalement deuxième de la conférence ouest derrière les Suns de Phoenix, avec 56 victoires, ce qui vaut à Morant le trophée de meilleur progression 2021-2022. En play-offs, ils éliminent au premier tour les Timberwolves du Minnesota, notamment grâce à un Ja Morant indéfendable. Mais au tour suivant, privé de Morant en cours de série, Memphis est défait 4-2 face aux Warriors de Golden State futur champion.
La saison suivante se lance sur la même dynamique, avec notamment une deuxième sélection all-star pour Ja Morant et une première pour Jaren Jackson Jr, qui termine également défenseur de l'année. Néanmoins, Morant est plusieurs fois suspendu pour raison comportementale. Encore une fois 2e de l'ouest (en 51-31, derrière Denver) mais encore privé de Morant en cours de série, ils sortent dès le premier tour face aux Lakers de Los Angeles, 4-2.
La saison 2023-2024 est clairement une saison sans pour Memphis. Privé de Morant pour une suspension de 25 matchs puis une grave blessure, les autres titulaires de l'équipe (Marcus Smart arrivé à l'inter saison, Steven Adams, Jaren Jackson Jr, Desmond Bane) sont également beaucoup blessé, et l'équipe est contrainte de jouer la loterie. Les Grizzlies obtiennent le 9e choix lors de la draft 2024 et choisissent le pivot Zach Edey, ainsi que Jaylen Wells en 39e position.
L'entraîneur Jenkins est démis de ses fonctions en mars 2025 alors que les Grizzlies ont un bilan de 44 victoires et 29 défaites sur la saison. Il est remplacé à titre intérimaire par Tuomas Iisalo, un de ses adjoints,. Iisalo est titularisé en mai 2025.

## Palmarès
- Champion de la Division Sud-Ouest (2) : 2022 et 2023.

## Couleurs et symboles

### Maillots
Depuis que Nike fournit l'ensemble des tenues aux équipes de NBA, en 2017, les maillots « domicile » et « extérieur » ont été remplacés par une collection plus fournie, pouvant servir aussi bien en déplacement qu'à domicile, portant les noms « association », « icon », « statement » et « city », et pour certaines équipes en plus une version « classic » reprenant le design d'anciens maillots.

## Meilleurs marqueurs de l'histoire de la franchise
| Place                                                                                        | Nom du joueur                         | Pays       | Points |
| -------------------------------------------------------------------------------------------- | ------------------------------------- | ---------- | ------ |
| 1er                                                                                          | Mike Conley, Jr. 2007 -2019           | États-Unis | 11 733 |
| 2e                                                                                           | Marc Gasol 2008 - 2019                | Espagne    | 11 684 |
| 3e                                                                                           | Zach Randolph 2009 - 2017             | États-Unis | 9 261  |
| 4e                                                                                           | Pau Gasol 2001 - 2008                 | Espagne    | 8 966  |
| 5e                                                                                           | Rudy Gay 2006 - 2013                  | États-Unis | 8 562  |
| 6e                                                                                           | Shareef Abdur-Rahim 1996 - 2001       | États-Unis | 7 801  |
| 7e                                                                                           | Mike Miller 2003 - 2008 / 2013 - 2014 | États-Unis | 5 982  |
| 8e                                                                                           | Jaren Jackson Jr. 2018 -              | États-Unis | 5 877  |
| 9e                                                                                           | Ja Morant 2019 -                      | États-Unis | 5 783  |
| 10e                                                                                          | Bryant Reeves 1995 - 2001             | États-Unis | 4 945  |
| Dernière mise à jour : 23 octobre 2024 En gras : Joueurs évoluant toujours dans la franchise |                                       |            |        |

## Records individuels de la franchise
| Statistique                                                                               | Nom du joueur    | Nombre                 |
| ----------------------------------------------------------------------------------------- | ---------------- | ---------------------- |
| Meilleur marqueur                                                                         | Mike Conley, Jr. | 11 733 points          |
| Meilleure moyenne Points/Match                                                            | Ja Morant        | 22,5 points/match      |
| Meilleur passeur                                                                          | Mike Conley, Jr. | 4 509 passes décisives |
| Meilleure moyenne Passes/Match                                                            | Mike Bibby       | 7,8 passes/match       |
| Meilleur rebondeur                                                                        | Marc Gasol       | 5 942 rebonds          |
| Meilleure moyenne Rebonds/Match                                                           | Zach Randolph    | 10,2 rebonds/match     |
| Meilleur contreur                                                                         | Marc Gasol       | 1 135 contres          |
| Meilleur intercepteur                                                                     | Mike Conley, Jr. | 1 161 interceptions    |
| Meilleur pourcentage au tir                                                               | Pau Gasol        | 50,9 %                 |
| 3 points marqués                                                                          | Mike Conley, Jr. | 1 086 tirs             |
| Meilleur pourcentage à 3 points                                                           | Desmond Bane     | 42,5 %                 |
| Lancers-francs marqués                                                                    | Marc Gasol       | 3 474 tirs             |
| Meilleur pourcentage au lancer-franc                                                      | Courtney Lee     | 86.2 %                 |
| Matchs joués                                                                              | Mike Conley, Jr. | 788 matchs             |
| Dernière mise à jour : 22 mars 2023 En gras : Joueurs évoluant toujours dans la franchise |                  |                        |

## Numéros retirés
- 9 - Tony Allen
- 33 - Marc Gasol[30]
- 50 - Zach Randolph

## Sources et références
1. ↑  Seuls les principaux titres en compétitions officielles sont indiqués ici.
2. ↑  C'est sa silhouette qui est représentée  sur le logo de la NBA
3. ↑  « Pour Gasol... », sur Eurosport, 2 septembre 2006 (consulté le 1er mai 2020)
4. ↑  Le Figaro, « Chris Wallace GM de Memphis », sur Le Figaro.fr, 19 juin 2007 (consulté le 1er mai 2020)
5. ↑  « Pau Gasol raconte son transfert surprise à L.A. contre son frère et son association avec Kobe Bryant à son arrivée », 25 mars 2019 (consulté le 1er mai 2020)
6. ↑  (en) « Iverson, Grizzlies agree to terminate contract », sur ESPN.com, 16 novembre 2009 (consulté le 1er mai 2020)
7. 1 2  (en) « Mayo says ‘energy drink’ led to positive test », sur sports.yahoo.com, 29 janvier 2011 (consulté le 1er mars 2011)
8. ↑  « lequipe.fr - Les Spurs sont éliminés », sur lequipe.fr, 30 avril 2011 (consulté le 1er mai 2011)
9. ↑  « SENEBASKET - Le Portail du Basketball Sénégalais », sur www.senebasket.com (consulté le 1er mai 2020)
10. ↑  « Meilleur défenseur de l’année : Marc Gasol choisi devant LeBron James ! », sur Basket USA (consulté le 1er mai 2020)
11. ↑  « 39 ans après, Golden State est en finale à l'Ouest en gagnant à Memphis (95-108) », sur Eurosport, 16 mai 2015 (consulté le 1er mai 2020)
12. ↑  Bastien Fontanieu, « Officiel : Zach Randolph rejoint les Kings pour 2 ans et 24 millions, de la viande bonus à Sacramento ! », sur TrashTalk, 4 juillet 2017 (consulté le 1er mai 2020)
13. ↑  « NBA - Tony Allen rejoint les Pelicans », sur Parlons Basket, 11 septembre 2017 (consulté le 1er mai 2020)
14. ↑  Bastien Fontanieu, « David Fizdale viré par les Grizzlies : bombe à Memphis dans un bordel déjà bien consistant », sur Trash Talk, 28 novembre 2017 (consulté le 29 septembre 2019)
15. ↑  Alexandre Taupin, « Hommage à Masai Ujiri, l'architecte des Raptors 2019 : les balls il les a, le succès aussi », sur Trash Talk, 26 mai 2019 (consulté le 29 septembre 2019)
16. ↑  Matthieu Angosto, « Joakim Noah est plus fier de cette saison que de ses années All-Star : une vraie résurrection pour le Frenchy », sur Trash Talk, 9 avril 2019 (consulté le 29 septembre 2019)
17. ↑  Nicolas Meichel, « Jaren Jackson Jr. blessé et out pour une durée indéterminée : déjà la fin de saison pour le petit ourson ? », sur Trash Talk, 23 février 2019 (consulté le 29 septembre 2019)
18. ↑  Joël Kadima, « Marc Gasol remercie les Grizzlies de l'avoir transféré : Marco était déçu mais Marco ne regrette rien, tu m'étonnes », sur Trash Talk, 29 juillet 2019 (consulté le 29 septembre 2019)
19. ↑  Arthur Baudin, « Marc Gasol a une pensée pour les copains de Memphis : une grosse place dans son cœur d'ourson pendant les Finales », sur Trash Talk, 26 mai 2019 (consulté le 29 septembre 2019)
20. ↑  « Les Memphis Grizzlies ont trouvé leur nouvel entraîneur avec Taylor Jenkins - Basket - NBA », sur L'Équipe (consulté le 1er mai 2020)
21. ↑  Louis Augry, « Mike Conley aura son maillot retiré par les Grizzlies : ultime hommage pour le dernier représentant de l'ère du Grit and Grind », sur Trash Talk, 8 juillet 2019 (consulté le 29 septembre 2019)
22. ↑  Bastien Fontanieu, « Officiel : Jonas Valanciunas continue l'aventure à Memphis, 45 millions sur 3 ans pour l'ami bûcheron », sur Trash Talk, 30 juin 2019 (consulté le 29 septembre 2019)
23. ↑  Tom Rousset, « Brandon Clarke élu MVP de la Summer League : no Morant no problem, les Grizzlies collectionnent les ados à fort potentiel », sur Trash Talk, 16 juillet 2019 (consulté le 29 septembre 2019)
24. ↑  Giovanni Marriette, « Les Grizzlies sont champions de division, pour la première fois de leur histoire : victoire au finish face aux Spurs, deuxième place verrouillée ! », sur TrashTalk, 31 mars 2022 (consulté le 31 mars 2022)
25. ↑  « Les Memphis Grizzlies se séparent de leur coach Taylor Jenkins », L'Équipe, 28 mars 2025.
26. ↑  « L'ancien coach de Paris Tuomas Iisalo nommé entraîneur par intérim des Memphis Grizzlies », L'Équipe, 28 mars 2025.
27. ↑  « Tuomas Iisalo confirmé à la tête des Grizzlies », L'Équipe, 3 mai 2025.
28. ↑  Seule la nationalité sportive est indiquée. Un joueur peut avoir plusieurs nationalités mais n'a le droit de jouer que pour une seule sélection nationale.
29. ↑  (en) « Memphis Grizzlies Career Leaders », sur basketball-reference.com (consulté le 28 avril 2013)
30. ↑  (en) « Grizzlies retire Marc Gasol's No. 33 jersey in postgame ceremony », sur nba.com, 7 avril 2024 (consulté le 7 avril 2024).